# Fontiveros (kommunhuvudort)
Fontiveros är en kommunhuvudort i Spanien.   Den ligger i provinsen Provincia de Ávila och regionen Kastilien och Leon, i den centrala delen av landet, 120 km nordväst om huvudstaden Madrid. Fontiveros ligger 889 meter över havet och antalet invånare är 935.
Terrängen runt Fontiveros är platt, och sluttar norrut. Runt Fontiveros är det glesbefolkat, med 12 invånare per kvadratkilometer. Närmaste större samhälle är Madrigal de las Altas Torres, 18,0 km norr om Fontiveros. Trakten runt Fontiveros består till största delen av jordbruksmark.